# 米倫鎮區 (密歇根州阿爾科納縣)
米倫鎮區（英語：Millen Township）是位於美國密歇根州阿爾科納縣的一個行政鎮區。

## 地方資料
米倫鎮區的面積為184.60平方千米，當中陸地面積為183.30平方千米，而水域面積為1.30平方千米。根據2010年美國人口普查的數據，當地共有人口362人，而人口密度為每平方千米1.96人。